# 田上優弥
田上 優弥（たのうえ ゆうや、2005年6月8日 - ）は、神奈川県横須賀市出身のプロ野球選手（内野手・育成選手）。右投右打。読売ジャイアンツ所属。

## 経歴

### プロ入り前
幼稚園のときに野球を始め、横須賀市立沢山小学校6年時にはベイスターズジュニアに選出。横須賀市立坂本中学校時代はリトルシニアの横浜青葉シニアに所属。中学までは投手だった。
日本大学藤沢高等学校では入学直後に遊撃手の定位置を掴み、高校通算11本塁打。3年夏の神奈川県大会は全試合4番打者を務めたが、ベスト8で敗退した。甲子園出場経験はなし。
2023年10月26日に開催されたプロ野球ドラフト会議において読売ジャイアンツから育成4位で指名を受け、11月15日に支度金290万円、年俸360万円で仮契約した（金額はいずれも推定）。背番号は005。

### 巨人時代
2024年は体脂肪率を減らすことに重点を置いた。二軍戦出場はなく、オフに現状維持の推定年俸360万円で契約を更改した。

## 選手としての特徴
高校入学直後からレギュラーとして起用され、2年秋の神奈川県大会では3戦連続本塁打を放ち長打力が開花。遠投100m、50m走6.2秒と三拍子揃った大型内野手。理想とする選手は坂本勇人であり、坂本に似た打撃フォームが特徴。これはYouTubeで坂本の打撃を参考にするうちに自然と近づいたものである。

## 詳細情報

### 背番号
- 005（2024年[6] - ）